# Erica Hubbard
Pour les articles homonymes, voir Hubbard.
Erica Hubbard, née le 2 janvier 1979 à Chicago, est une actrice américaine. Elle joue dans la série Retour à Lincoln Heights diffusée sur Virgin 17 et sur Vrak.Tv.

## Filmographie
- Comme Cendrillon (2004)
- Quatre filles et un jean (2005)
- Retour à Lincoln Heights (série télévisée, 2007-2009) dans le rôle de Cassie
- Née pour danser